# Kostel Nanebevzetí Panny Marie (Arnoltice)
Kostel Nanebevzetí Panny Marie v Arnolticích je barokní sakrální stavbou stojící po západní straně návsi uprostřed areálu hřbitova v obci Arnoltice v okrese Děčín v Ústeckém kraji. Od roku 1966 je kostel chráněn jako nemovitá kulturní památka.

## Historie
Kostel byl postaven na místě staršího kostela, z něhož se zachoval pozoruhodný barokní deskový náhrobník, opřený o jižní zeď současného kostela. Stávající kostel byl postaven v letech 1757–1758 Janem Václavem Koschem. Vyhořel do základů 1. listopadu 1906 díky nedbalosti duchovního správce, který v něm zapomněl na noc zhasnout svíčky. Pro svou nedbalost byl duchovní správce litoměřickým biskupem odvolán z funkce. V roce 1907 byl kostel znovu obnoven, původní barokní vnitřní zařízení však bylo téměř zcela zničeno. K větší opravě došlo v roce 1959. V období přelomu druhého a třetího tisíciletí bylo další postupné chátrání kostela jen částečně odvráceno novou střechou, opravou sakristie a pásem opravené omítky.
V rámci Programu záchrany architektonického dědictví 1995-2014 bylo na opravu kostela čerpáno 3 900 000 Kč.
| rok    | 2001  | 2002 | 2003  |
| ------ | ----- | ---- | ----- |
| částka | 2 000 | 900  | 1 000 |

## Architektura

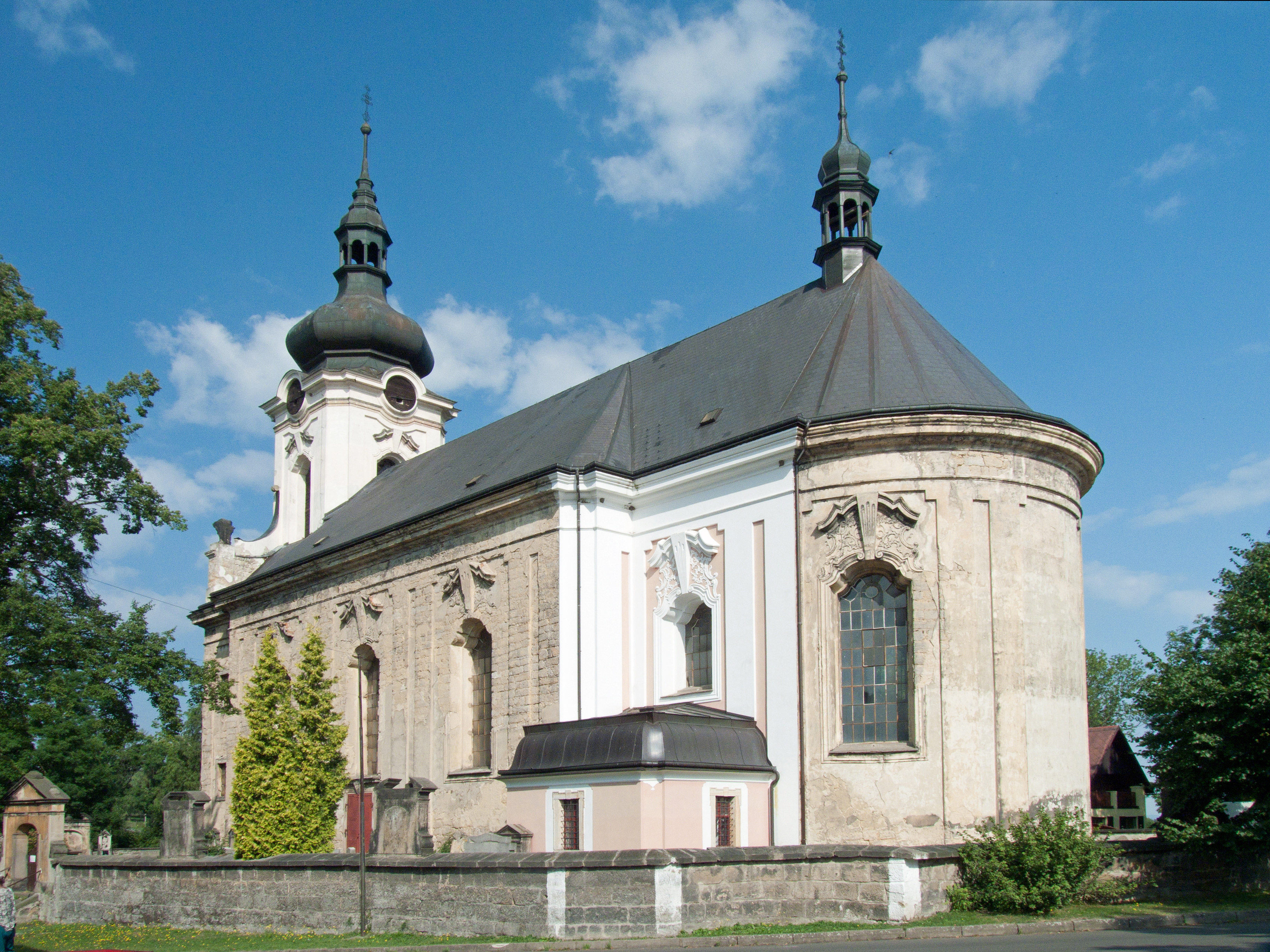
Kostel Nanebevzetí Panny Marie v Arnoticích (pohled od východního světového směru)

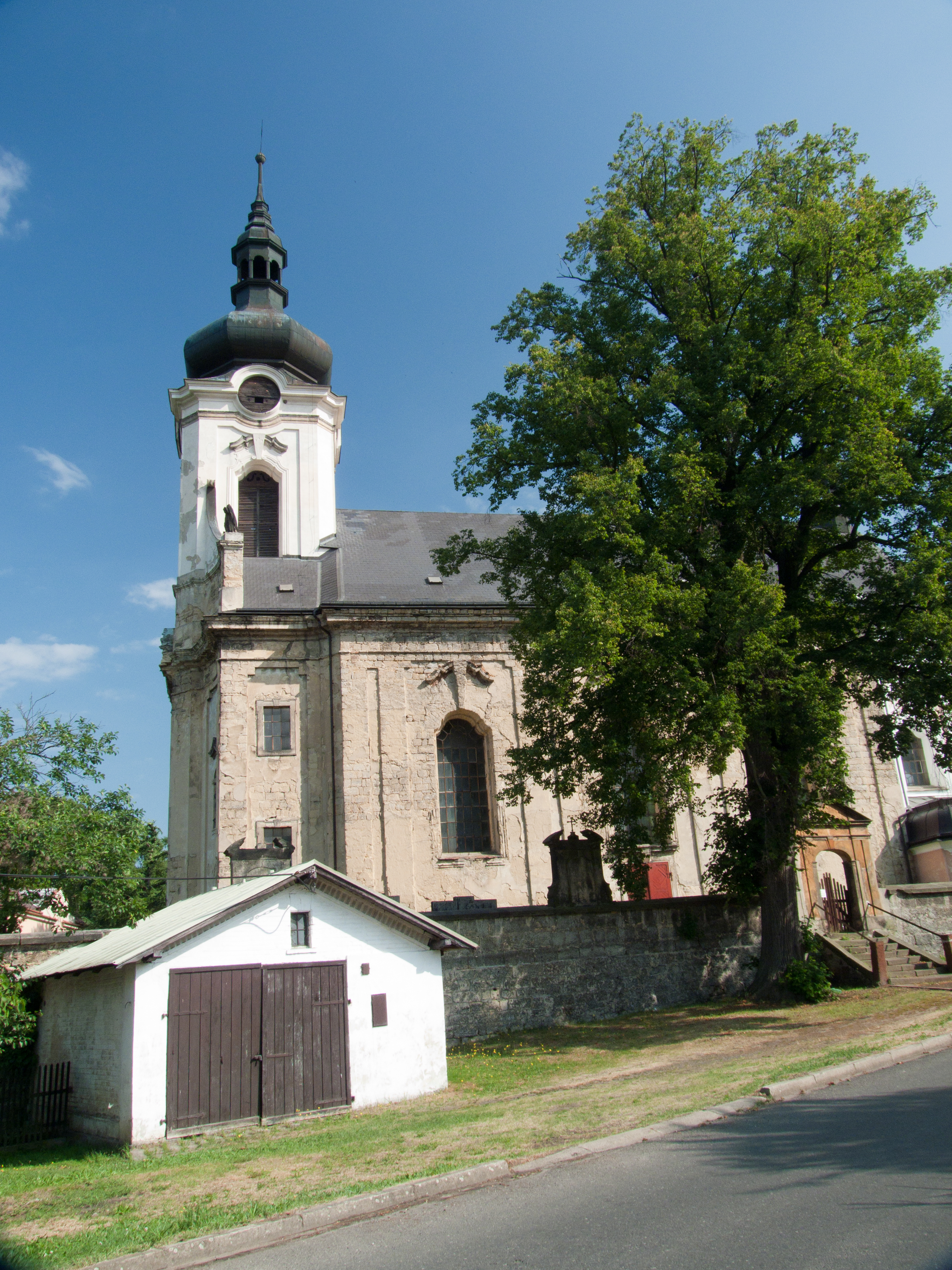
Arnoltický kostel od jihovýchodu

### Exteriér
Kostel se nachází uprostřed hřbitovního areálu, ohrazeného eliptickou zdí. Stavba je barokní (někdy uváděna jako rokoková), jednolodní a obdélná. Má užší, trojboce uzavřený presbytář s dvěma přízemními čtvercovými sakristiemi po stranách. Nad průčelím kostela je věž. Hlavní průčelí je tříosé, s lizénovými rámci a věží nad středním rizalitem, zakončeným štítem. V boční části průčelí jsou niky se sochami sv. Jana Nepomuckého a sv. Václava. V ose středního rizalitu je portál se supraportou, velkým klenákem a rokokovým ornamentem. Na ním je okno. Věž má zkosená nároží, lizénové rámci a polokruhově zakončená okna. Kryta je cibulovou bání. K věži jsou připojeny volutové zdi se sochami světců-biskupů na pilířích. Boční fasády mají obdélné portály a presbytář členěny lizénovými rámci a okny. Některá z nich mějí odsazený polokruh a supraportu s rokajovou výzdobou. Sakristie jsou se zkosenými nárožími a střechu mají mansardovou.

### Interiér
Stěny presbytáře jsou členěny pilíři s pilastry. Závěr je členěn širokým přízedním pilířem a pilastry s mohutným kladím. Kostel má valenou klenbu s dvěma lunetami, pásem a konchou. Loď má zkosená nároží a je členěna přízedními pilíři s dvojicemi pilastrů rokokově zdobených, a mohutnými úseky kladí, na něž se sbíhají valené pásy vysoké zrcadlové klenby s lunetami. Kruchta je zděná, balkónovitá, podklenutá plackou a dvěma pásy, které se sbíhají na přízední pilířky. Po stranách podkruchtí jsou dvě prostory.

### Vybavení
Vnitřní zařízení (pokud se zachovalo) je převážně pseudobarokní (pseudorokokové), pořízené po zničujícím požáru 1. listopadu 1906. Kazatelna pochází ze 2. poloviny 18. století. Dvě rokokové zpovědnice jsou opatřeny reliéfy. V jižní boční fasádě kostela je zazděn barokní náhrobník (s chronogramy 1717 a 1742) s plochým reliéfem lodi na vlnách.

### Varhany
Vídeňská firma Franz Josef Swoboda postavila počátkem 20. století v chrámu Nanebevzetí Panny Marie romantický osmirejstříkový nástroj s pneumatickou kuželkovou trakturou. Principal v prospektu rekvírován, nahrazen zinkovým /autor úpravy není znám/. Měch i vzdušnice několikrát opravovány.
V provozu byly ještě v roce 1968, hrával na ně Dr. Danišovič a Jan Záhora.
Celkový stav nástroje nese známky značného opotřebení, v dezolátním stavu je i elektroinstalace. V roce 1991 varhany prohlédl MUDr. Tomáš Horák za přítomnosti chrastavského organologa Lubomíra Tomšího. Další prohlídka proběhla v r. 1993 za přítomnosti P. Jaroslava Gajdošíka a Janů Záhorových st. a ml. a varhanáře Jiřího Jóna. Konstatován neutěšený stav – nástroj je částečně rozebrán neznámým člověkem, fíbrové trubičky pro pneumatický rozvod se stářím rozpadají na prach a měch neudrží ani minimální tlak. Demontováno dmychadlo Ventus a převezeno do kostela sv. Václava a Blažeje v Děčíně, odkud bylo dmychadlo i s elektromotorem odcizeno.
Prohlídka v roce 1999 za přítomnosti varhanářů Jiřího Jóna a Joachima Žura, spolu s J.Záhorou st. určila hrubý odhad ceny pro rekonstrukci, která činila 100 000 Kč. Z prohlídky sepsán znalecký posudek. V r. 2003 do Arnoltic dovezeno varhanní dmychadlo Laukhuff s motorem MEZ Mohelnice a upravenou komorou firmou Organa Kutná Hora, jako plnohodnotná náhrada za původní dmychadlo Ventus.
V r. 2005 provedena první etapa přívodky elektroinstalace firmou HEL Jaroslava Hrbáčka.

##### Dispozice současných varhan
| Manuál     |                      |
| Principal  | 8'                   |
| Burdon     | 8'                   |
| Salicional | 8'                   |
| Aeolina    | 8'                   |
| Octave     | 4'                   |
| Corni      | 4' (otevřený, krytý) |

| Pedál    |     |
| Subbass  | 16' |
| Octavbas | 8'  |

Vzhledem k nezvyklé akustice chrámové lodi bez oblouků a bočních kůrů, tato konfigurace dokáže naplnit celý prostor. Pro tento efekt zde několikrát působil Děčínský pěvecký sbor.
V r. 2013 nechal duchovní správce odpojit kostel od elektrického proudu pro nevyužívání, bohoslužby 1x týdně se konají v kapli na přilehlé faře.  
Na základě průzkumu a posouzení zdejšího archivního notového materiálu, bylo předběžně dohodnuto s organologickou sekcí, že v rámci letní aktivity bude provedena digitalizace tohoto notového materiálu. Účast přislíbil Lukáš Rydlo se spolupracovníky Tomášem Weissarem, Václavem Konvalinkou a Pavlou Jůzovou. Z prozkoumaných vzorků je již předem utvořen závěr, že hudební chrámový život této farnosti v meziválečném období zde byl na vysoké úrovni. A archivním soupisem bude navázáno na krásné předsevzetí o dokumentaci zdejšího kůru, které si před lety stanovili varhaničtí kolegové Igor Heinz a Jan Záhora st.            

### Okolí kostela
Kolem kostela je hřbitov v jehož zdi jsou tři brány s lizénami a trojúhelníkovými štíty. Dále je zde, v pilastrových edikulách s reliféry, čtrnáct zastavení Křížové cesty z druhé poloviny 18. století. Za hřbitovní zdí severně od kostela se nalézá budova fary. Je jednopatrová z roku 1774. Při obnově po požáru v roce 1906 byla secesně upravená. Vede k ní barokní brána se soškou sv. Jana Nepomuckého. Na návsi se nachází socha Immaculaty z roku 1736 (s chronogramem). Východně od kostela je pomník padlým z válek 1859 (s Piemontem) a 1866 (s Itálií a Pruskem).